# KkStB-Tenderreihe 25
Die kkStB-Tenderreihe 25 bestand nur aus einem dreiachsigen Schlepptender der kkStB, der ursprünglich von der Österreichischen Nordwestbahn (ÖNWB) stammte.
Die ÖNWB erstand diesen Tender 1874 gemeinsam mit der RITTINGER.
Er war von der Wiener Neustädter Lokomotivfabrik gefertigt worden.
Nach der Verstaatlichung der ÖNWB 1909 reihte die kkStB diesen Tender als 25.01 ein.
Er wurde nur gemeinsam mit der kkStB 201.01 eingesetzt und mit dieser 1910 verkauft.